# Златко Арсланагић
Златко Арсланагић Злаја (Сарајево, 22. септембар 1964) је југословенски музичар.
Своје прве музичке кораке начинио је заједно са својим нераздвојним пријатељем Драженом Ричлом, са којим је свирао у бенду Озбиљно питање, а мало касније њих двојица су у мају 1985. године основали групу Црвена јабука. Заједно су писали текстове и музику. Он је 18. септембра 1986. године управљао возилом у ком су страдали Аљоша Буха и Дражен Ричл. Написао је све песме Црвене јабуке од 1985. до 1991. године када је група престала са радом због рата у Босни и Херцеговини.
Злаја је тада напустио Сарајево и одселио се најпре у Лондон, а касније у Канаду где и данас живи и ради. Збирку песама „Између некад и сад“ објавио је 1997. године, а две године касније и збирку прича „Можда ће сутра бити сунчан дан“.